# Uellendahl-Ost
Uellendahl-Ost [ˈʏlən-] ist eines von sieben Wohnquartieren des Wuppertaler Stadtbezirks Uellendahl-Katernberg und gehört zum Gebiet der alten Stadt Elberfeld. Es umfasst den östlichen Teil des alten Stadtteils Uellendahl.

## Geografie
Das 2,42 km² große Wohnquartier wird im Westen durch die Straßen  Röttgen, Hans-Böckler-Straße, In den Siepen und Sonnenblume, im Süden durch die alte Elberfelder/Barmer Stadtgrenze auf dem Höhenzug Stübchensberg und die Straße Berglehne, im Osten durch die Straßen Hatzfelder Straße, Lockfinke, Uellendahler Straße, Im Dickten, Hohenhagen, Am langen Bruch und im Norden durch den Woltersberg begrenzt.
Um Uhrzeigersinn umgeben das Wohnquartier die Quartiere Dönberg, Siebeneick, Uellendahl-West, Wuppertal und Hatzfeld.
Parallel zum Mirker Bach durchquert die Landesstraße 70 das Wohnquartier. In diesem Bereich befinden sich umfangreiche Gewerbeansiedlungen, darunter zahlreiche Autohäuser und weiteres Kfz-Gewerbe.
Der Norden im Bereich Woltersberg ist ländlich geprägt oder bewaldet, als Grünanlagen befinden sich eine Kleingartenanlage und ein katholischer Friedhof im Wohnquartier.